# Julija Wladimirowna Sotnikowa
Julija Wladimirowna Sotnikowa (russisch Юлия Владимировна Сотникова, engl. Transkription Yuliya Vladimirovna Sotnikova; * 18. November 1970 in Wolgograd) ist eine ehemalige russische Sprinterin, die sich auf den 400-Meter-Lauf spezialisiert hatte.
Ihre besten Resultate erzielte sie mit der russischen 4-mal-400-Meter-Staffel. So gewann sie mit der Staffel bei den Weltmeisterschaften 1995 in Göteborg die Silbermedaille und bei den Hallenweltmeisterschaften 2001 in Lissabon die Goldmedaille.
Ihr wichtigster Erfolg war der Gewinn der Bronzemedaille bei den Olympischen Spielen 2000 in Sydney. In der Staffel erreichte sie gemeinsam mit Swetlana Gontscharenko, Olga Kotljarowa und Irina Priwalowa das Ziel in 3:23,46 min hinter den Mannschaften der Vereinigten Staaten und Jamaikas. Da die siegreiche US-amerikanische Staffel später wegen Dopings ihrer Läuferin Marion Jones nachträglich disqualifiziert wurde, besteht die Möglichkeit, dass die russische Mannschaft in der Wertung noch um einen Rang aufrückt.
Julija Sotnikowa hatte bei einer Körpergröße von 1,70 m ein Wettkampfgewicht von 60 kg.

## Bestleistungen
- 100 m: 11,53 s, 2. Juni 2000, Tula
- 400 m: 50,73 s, 23. Juli 2000, Tula
- 60 m (Halle): 7,23 s, 1. Februar 2004, Moskau